# دستور الولايات المتحدة

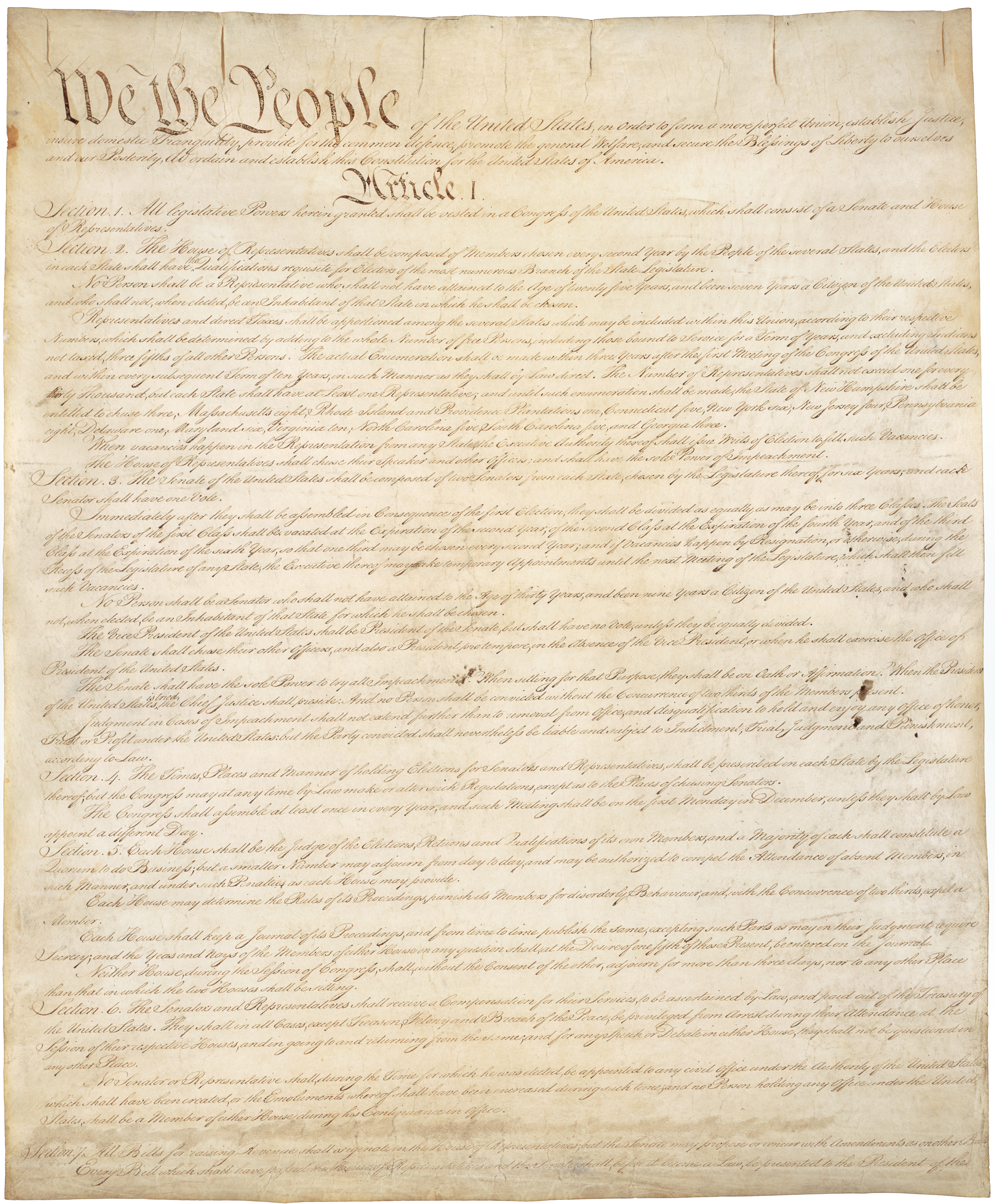
الصفحة الأولى من النسخة الأصلية للدستور الأمريكي

دستور الولايات المتحدة الأمريكية (بالإنجليزية: Constitution of the United States) هو الوثيقة المؤسسة للحكومة الفيدرالية للولايات المتحدة الأمريكية كما يشكّل القانون الأعلى للبلاد، وهو أقدم دستور مكتوب غير منقطع الاستعمال في العالم. يؤسس الدستور للحكومة الفيدرالية الأمريكية ثلاث سلطات منفصلة وهي التشريعية ويمثلها الكونغرس والتنفيذية ويمثلها رئيس الولايات المتحدة والقضائية وتمثلها المحكمة العليا للولايات المتحدة. وينظّم العلاقات بينها، كما يحوي بنوداً تهدف لضمان حقوق الأفراد في الحياة والملكية، وفي حرية العبادةوالتعبير. ومن أجل ضمان هذه الحريات، شدد واضعو الدستور الأمريكي على ضرورة وجود قيود لصلاحيات كل من سلطات الحكم وتم تقسيم الصلاحيات لضمان عدم أخذ القوة من قبل شخص أو طرف واحد، إضافة إلى مساواة الجميع أمام القانون، ويضمن فصل الدين عن الدولة كدولة علمانية.
دستور الولايات المتحدة الأمريكية دستور اتحادي; يتميز الدستور الاتحادي، بأنه دستور مكتوب، كما أنه دستور جامد غير مرن إذ لا يجوز تعديله بقانون عادي. ويرجع ذلك إلى الأهمية الكبيرة لهذا الدستور، إذ أنه يتولى تحديد اختصاصات الحكومة المركزية والبرلمان الاتحادي وكذلك حكومات الولايات، ولهذا فإن على جميع هذه الهيئات أن تحترم نصوصه من دون ارتكاب أدنى مخالفة له، يشترط موافقة ثلاثة أرباع الولايات على التعديل، بعد تقديمه من ثلثي أعضاء الكونغرس.

## الخلفية

### الحكومة الأولى
عمل المؤتمر القاري منذ 5 سبتمبر، 1774 حتى 1 مارس، 1781 بوصفه حكومة مؤقتة للولايات المتحدة. اختير مندوبو الكونغرس القاري الأول (1774) ثم الثاني(1775-1781) إلى حد كبير من خلال أعمال لجان المراسلات في مختلف المستعمرات وليس من خلال المجالس التشريعية الاستعمارية أو اللاحقة للولايات. التمثيل المجتمع للحكومات الاستعمارية الموجودة لم يكن بشكل رسمي، إذ مثّل العناصر غير الراضية من الشعب، هؤلاء الأشخاص الذين كانوا مهتمين بما فيه الكفاية للعمل، على الرغم من المعارضة الشديدة من المواليين وعرقلة أو استياء الحكام الاستعماريين. تؤكد عملية اختيار المندوبين للمؤتمر القاري الأول والثاني على الدور الثوري للشعب في المستعمرات في إنشاء مجلس حكم مركزي. بإجماع الشعب، يمتلك المؤتمر القاري وحده خصائص السيادة الخارجية التي تجعل من الممكن أن يطلق عليها اسم دولة بالمفهوم الدولي، في حين أن الدول المنفصلة التي تمارس سياسة محدودة أو داخلية يمكن أن تعتبر من صنع المؤتمر القاري الذي سبقها ومهّد لوجودها.

### مواد الدستور
كانت الوثائق الكونفدرالية هي أول دستور للولايات المتحدة. صيغت من قبل المؤتمر القاري الثاني من منتصف 1776 حتى نهايات 1777، وانتهى التصديق عليها من قبل 13 ولاية في بدايات 1781. أعطت الوثائق الكونفدرالية بعض السلطة للحكومة المركزية. كان يستطيع اتحاد الكونغرس اتخاذ قرارات لكنه يفتقر إلى صلاحيات تطبيقها. كان يتطلب تنفيذ معظم القرارات، بما فيها التعديل على المواد، الموافقة بالإجماع من جميع المجالس التشريعية لثلاثة عشر ولاية.
على الرغم من أن سلطات الكونغرس في المادة التاسعة جعلت «عصبة الولايات متماسكة وقوية مثل أي نوع من أنواع الاتحاد الجمهوري في التاريخ»، غير أن المشكلة الرئيسية كانت على حد تعبير جورج واشنطن «لا يوجد مال». كان بإمكان المؤتمر القاري أن يطبع الأموال ولكنها لم تكن ذات قيمة. كان بإمكان الكونغرس أن يقترض المال، لكن لم يكن باستطاعته ردّها. لم تدفع أي ولاية جميع الضرائب التي تفرضها الولايات المتحدة، والبعض منها لم يدفع شيئًا. دفع قليل منها كمية مساوية للفائدة على الدين الوطني المستحق لمواطنيهم. لم تُدفع أي فائدة على الدين المستحق للحكومات الأجنبية. بحلول عام 1786، تخلفت الولايات المتحدة عن سداد ديونها المستحقة مع حلول تاريخ استحقاقها.
على الصعيد الدولي، لم يكن لدى الولايات المتحدة قدرة تُذكر على الدفاع عن سيادتها. نُشرت معظم قوات الجيش المؤلف من 625 رجلًا في مواجهة -لكن بدون تهديد- حصون بريطانية على الأراضي الأمريكية. لم يُدفع لهم وكان بعضهم يفر والبعض الآخر يهدد بالتمرد. أغلقت إسبانيا نيو أورلينز في وجه التجارة الأمريكية، واحتج مسؤولوا الولايات المتحدة، ولكن دون جدوى. بدأ القراصنة البربريون بالاستيلاء على سفن التجارة الأمريكية، ولم يكن هناك أموال في الخزينة لدفع فديتهم. في حال حدثت أزمة عسكرية تتطلب اتخاذ إجراء ما، لم يكن لدى الكونغرس سلطة ائتمانية أو ضريبية لتمويل الاستجابة لها.
على الصعيد المحلي، كانت وثائق الفيدرالية تفشل في توحيد المشاعر والمصالح المختلفة لمختلف الولايات. على الرغم من أنه جرى توقيع معاهدة باريس (1783) بين بريطانيا العظمى والولايات المتحدة وذُكرت فيها أسماء جميع الولايات الأمريكية، غير أن مختلف تلك الولايات شرعت بانتهاكها. حاكمت نيويورك وكارولينا الجنوبية مرارًا وتكرارًا المؤيدين لنشاطات الحرب وأعادت توزيع أراضيهم. قامت المجالس التشريعية الفردية للولايات بفرض حظر بشكل مستقل، والتفاوض مباشرة مع السلطات الأجنبية، وصنعت الجيوش، وشنت الحرب، وجميعها ممارسات تنتهك نص وروح الوثائق.
في سبتمبر عام 1786، خلال مؤتمر بين الولايات لمناقشة وتطوير توافق بين الآراء حول عكس الحواجز التجارية الحمائية التي نصبتها كل ولاية، تساءل جيمس ماديسون بغضب فيما إذا كانت الوثائق الكونفدرالية عبارة عن ميثاق مُلزم أو حتى حكومة قابلة للتطبيق. لم تدفع ولاية كونيتيكيت شيئًا «ورفضت إيجابًا» دفع قيمة ضرائبها المقدرة لمدة عامين. كان هناك إشاعات مفادها أن «حزبًا مثيرًا الفتنة» من المشرعين فتح محادثة مع نائب الملك في كندا. إلى الجنوب، قيل إن البريطانيين يمولون على نحو واسع غارات كريك الهندية على جورجيا، وكانت الولاية تحت الحكم العسكري. إضافة إلى ذلك، خلال «تمرد شيس» ( أغسطس 1786- يونيو 1787) في ماساتشوستس، لم يستطع الكونغرس توفير المال لدعم الولاية المهددة. كان الجنرال بنجامين لينكولين مضطرًا لجمع الأموال من تجار بوسطن من أجل الدفع لجيش المتطوعين.
كان الكونغرس مشلولًا. لم يكن باستطاعته فعل شيء بدون تسع ولايات، وتتطلب بعض التشريعات وجود الثلاثة عشر ولاية. عندما كان يحضر عن الدولة عضو واحد، لم يكن يُحتسب تصويتها. إذا كان مندوبو الولاية منقسمين بالتساوي، لا يمكن أن يُحتسب تصويتها مقابل شرط التسعة المحتسبين. كان اتحاد الكونفدرالية «قد توقف عمليًا عن محاولة الحكم». بدت صورة «أمة محترمة» بين الأمم تتلاشى في أعين الثوار مثل جورج واشنطن، وبنجامين فرانكلين، وروفوس كينغ. كان حلمهم بجمهورية وأمة بدون حكام بالوراثة، وتتمتع بسلطة مستمدة من الشعب من خلال انتخابات متكررة، موضع شك.
في 21 فبراير، 1787، دعا اتحاد الفيدرالية إلى اجتماع لمندوبي الولايات في فيلاديلفيا لاقتراح خطة للحكومة. على عكس المحاولات السابقة، لم يكن الاجتماع منعقدًا من أجل سن قوانين جديدة أو تعديلات تدريجية، بل من أجل «هدف وحيد وصريح بمراجعة وثائق الكونفدرالية». لم يكن الاجتماع مقتصرةً على التجارة، كان القصد منه «جعل الدستور الفيدرالي ملائمًا لضرورات الحكومة والحفاظ على الاتحاد». يمكن أن يصبح الاقتراح ساري المفعول عندما يوافق عليه الكونغرس والولايات.

## الدستور

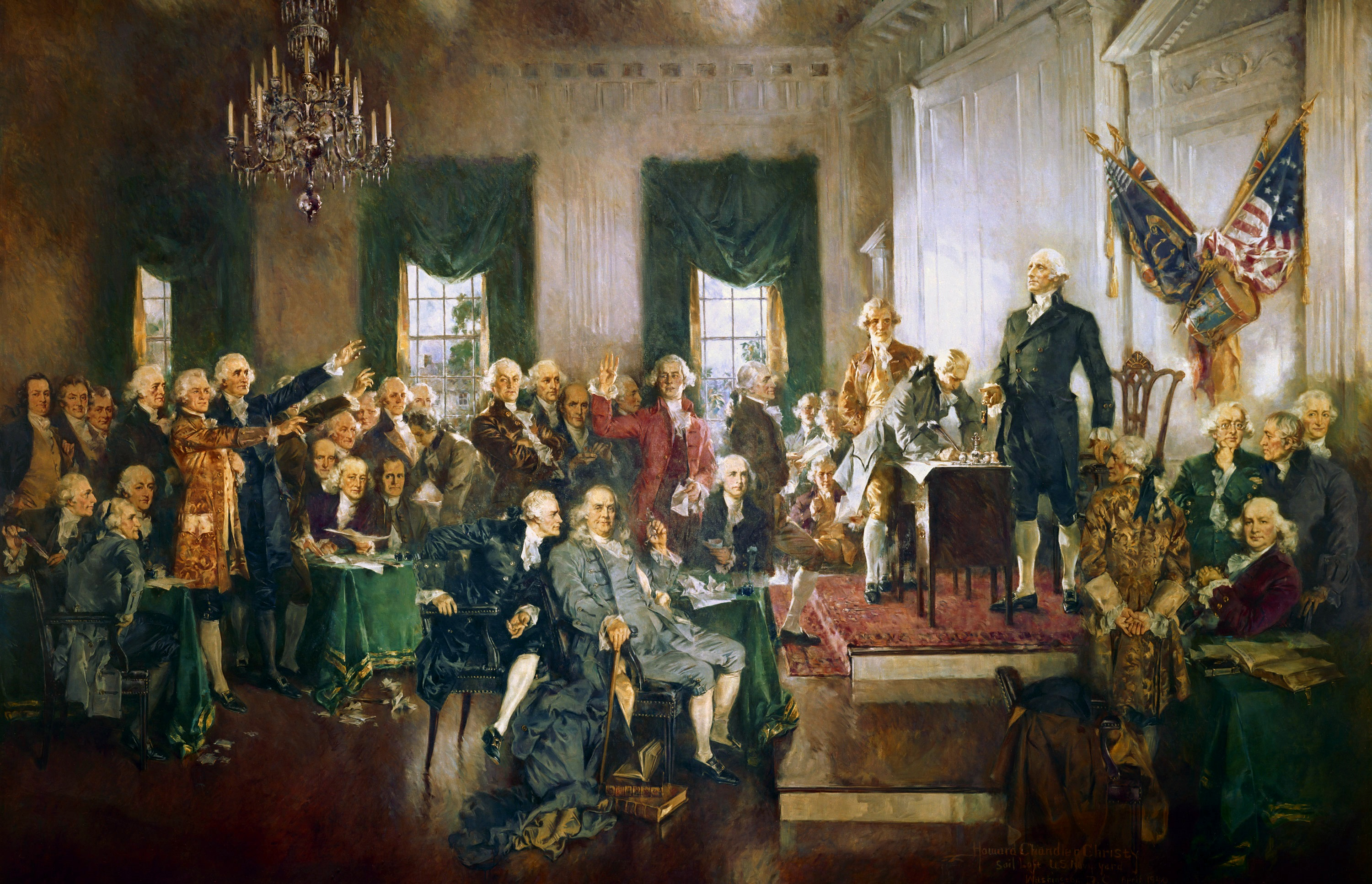
مشهد لالآباء المؤسسون للولايات المتحدة يوقعون الدستور الأمريكي بريشة هوارد تشاندلر كريستي

تستمد مواد الدستور الأمريكي مضمونها من نظريات الفلاسفة الإنجليزيين جون لوك توماس هوبز وإدوارد كوك، والفيلسوف الفرنسي جان جاك روسو، وآمن هؤلاء المفكرين بأن قبول الأفراد بالالتزام السياسي تجاه المجتمع على أساس المصلحة الذاتية والمنطق، وأدركوا تماماً مزايا مجتمع مدني تكون لأفراده حقوق وواجبات.
أدت بنود الوحدة بين الولايات الأمريكية إلى إعطاء قوة للولايات أكثر من القوة التي أعطوها للحكومة المركزية. بناء على ذلك دعا الكونغرس الأمريكي إلى عقد مؤتمر في 14 ايار 1784 لمناقشة أمر الدستور، وأرسلت الولايات نوابها إلى فيلاديلفيا التي كانت العاصمة الاتحادية وقتها وكان أول مؤتمر لاختيار رئيس للولايات المتحدة. وقد اقترح على أن يكون بنجامين فرانكلين أول رئيس للدولة الجديدة لاعتبارات أهمها سنه ورجاحة عقله حيث كان 81 سنة ولكنه رفض ذلك. وبالفعل وقد اقترح المؤتمرون ان يكون جورج واشنطن أول رئيس للولايات المتحدة. وبالفعل فقد تم اختياره من قبل الأغلبية العظمى.
ثم بدأ المؤتمرون في مناقشة الدستور الجديد، وبعد مساجلات عنيفة أقر الدستور الأمريكي بافتتاحيته التالية: ((نحن، شعب الولايات المتحدة، وحتى نشكل وحدة متكاملة، ويتم العدل ونضمن الأمن القومي، ونزود حماية عامة، ونبني مستقبلا جيدا ونؤمن الحرية لأنفسنا نتبنى هذا الدستور للولايات المتحدة الأمريكية)).
تنص المادة الأولى من الدستور على أن جميع القوى السياسية لابد لها أن تكون في يد المجلس التشريعي الأعلى المسمى الكونغرس الأمريكي والذي يتألف من مجلس الشيوخ الأمريكي ومجلس النواب الأمريكي.
أعطي دستور الولايات المتحدة (الفدرالي) سيادة أعلى من دساتير الولايات، وهذه الحالة أعطت المحكمة العليا سلطة فرض تطبيقه، فقد تضمن الدستور فقرة أعلنت أن إجراءات الحكومة القومية تكون لها السيادة عندما يتضارب استخدامها الدستوري لسلطتها مع الإجراءات المشروعة للولايات.

## علمانية الدولة في الدستور الأمريكي

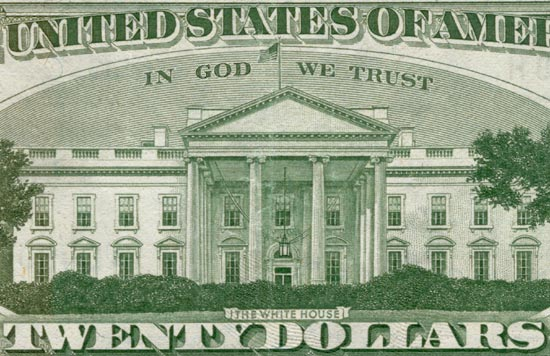
عبارة بالله نثق على الدولار الأمريكي

يعتبر دستور الولايات المتحدة وثيقة علمانية تبدأ بعبارة «نحن الرجال» ولا تحتوي الوثيقة على أي ذكر لكلمة الرب، الإشارة إلى كلمة دين في الدستور استخدمت للتأكيد على عدم التمييز بين المواطنين على أساس عقائدهم، فالفقرة السادسة من الدستور تنص على أنه ليس من الوارد إجراء اختبار ديني لأي شخص يرغب في شغل أي وظيفة حكومية. كما نص أول تعديل أدخل على الدستور ينص على أن الكونغرس لن يقوم بأي حال من الأحوال بتشريع قانون قائم على أساس ديني.

### شعار بالله نثق
تم إضافة بالله نؤمن كشعار للولايات المتحدة الأمريكية بعد أن تبنته ولاية فلوريدا على علمها. تمت الموافقة على استعماله على الدولار الأمريكي سنة 1782.

## تعديلات دستور الولايات المتحدة الأمريكية
عدل الدستور لأول مرة سنة 1791 بإضافة عشر مواد سميت ((وثيقة الحقوق)) Bill of rights وتتضمن هذه المواد على أنه لا يحق لمجلس الشيوخ سن قوانين تفرض اتباع دين معين، وتمنع حرية النقد حديثا أو كتابة أو تحد من حرية الصحافة أو تمنع التجمعات الشعبية للتعبير عن مطالبهم. ولا يحق لمجلس الشيوخ أيضا سن قانون يمنع المواطنين من حمل السلاح أو اقتناءه أو بيعه، أو شراءه. ولا يحق لأحد ممثلي الدولة أو الجيش دخول بيت مواطن إلا بموافقة المالك، ولايحق للدولة البحث في أوراق أو ممتلكات المواطنين ولايحق أخذ أموال الأفراد العقارية بدون تعويض مقبول من المواطنين. وفي حالة ارتكاب جريمة فللمجرم الحق في الإسراع لمحاكمته، وله الحق في أن يعرف الجرم الذي ارتكبه أو المخالفة التي قام بها، وله الحق في مقابلة الشهود الذين يشهدون ضده وسماع أقوالهم، وله الحق في الحصول على شهود لمصلحته وله الحق في تعيين مجلس قضائي يدافع عنه.

## مواضيع مرتبطة
- الولايات المتحدة الأمريكية
- وثيقة الحقوق في الولايات المتحدة
- الفيديراليست